# Port McNeill
Pour les articles homonymes, voir McNeill.
Port McNeill est une ville côtière de Colombie-Britannique située au nord-ouest de l'île de Vancouver dans le district régional de Mount Waddington.

## Démographie
| 2001  | 2006  | 2011  | 2016  |
| ----- | ----- | ----- | ----- |
| 2 821 | 2 623 | 2 505 | 2 337 |

## Transport
La ville est accessible via l'aéroport de Port McNeill, ainsi que l'autoroute provinciale 19 qui relie le terminal de Duke Point (Nanaimo) à celui de Bear Cove (Port Hardy). Port McNeill accueille aussi le départ du ferry permettant de rallier les îles Cormorant et Malcolm.